# 1879
Промислова революція •  Колоніальні імперії •  Національно-визвольні рухи • Робітничий рух

## Геополітична ситуація
У Росії царює імператор Олександр II (до 1881). Російській імперії належить більша частина України, значна частина Польщі, Бесарабія, Закавказзя, Фінляндія, Бухарське ханство, Хівинське ханство. Україну розділено між двома державами — Королівство Галичини та Володимирії належить Австрії, Правобережжя, Лівобережжя та Крим — Російській імперії.
В Османській імперії править султан Абдул-Гамід II (до 1909). Під владою османів перебувають Близький Схід та Єгипет, Середземноморське узбережжя Північної Африки частина Балкан, автономна Болгарія.
В Австро-Угорщині править Франц-Йосиф I (до 1916). Імперія охоплює, крім австрійських та угорських земель, Хорватію, Трансильванію, Богемію. Німецьку імперію очолює Вільгельм I (до 1888). Баварське королівство — Людвіг II (до 1886).
У Франції при владі Третя французька республіка. Франція має колонії в Алжирі, Карибському басейні, Південній Америці в Індокитаї та Індії. Королівство Іспанія очолює Альфонс XII (до 1885). Іспанії належать частина островів Карибського басейну, Філіппіни. У Португалії править Луїш I (до 1889). Португалія має володіння в Африці, Індії, Індійському океані й Індонезії.
У Великій Британії триває Вікторіанська епоха — править королева Вікторія (до 1901). Британська імперія має колонії в Північній Америці, на Карибах, в Африці та Індії. Королівство Нідерланди очолює Віллем III (до 1890). Король Данії та Норвегії — Кристіан IX (до 1906), Оскар II сидить на шведському троні (до 1907), на троні Королівства Італія — Умберто I (до 1900).
Бразильську імперію очолює Педру II (до 1889). Посаду президента США обіймає Резерфорд Гейз. Територію на півночі північноамериканського континенту займає Канадська конфедерація (домініон Великої Британії), територія на півдні континенту належить Мексиці.
В Ірані при владі Каджари. Владу над Індостаном утримує Британська корона. У Бірмі править династія Конбаун, у В'єтнамі — династія Нгуєн, у Сіамі — династія Чакрі. У Китаї володарює Династія Цін. В Японії триває період Мейдзі.

## Події

### В Україні
- Побудована залізниця Хацапетівка — Єнакієве — Ясинувата.
- У Львові закладено парк Кілінського (тепер Стрийський парк).
- Засновано Харківське математичне товариство.

### У світі
- 11 січня почалася Англо-Зулуська війна.
  - 22 січня зулуси здобули перемогу в битві при Ісандлвані.
  - 23 січня британці виграли битву при Роркс-Дрифт (відбили напад зулусів).
- 3 березня засновано Геологічну службу США.
- 11 березня Японія анексувала Рюкю-хан, включивши його до префектури Окінава.
- 5 квітня спалахнула Тихоокеанська війна.
- 26 травня укладено Гандамакську угоду щодо Афганістану.
- 2 жовтня Росія й Китай уклали Лівадійський договір.
- 7 жовтня підписано Австро-німецький договір.

### В суспільному житті
- Джеймс Рітті винайшов касовий апарат.
- Мослі-стрит в Ньюкаслі стала першою вулицею, освітленою лампами розжарювання.
- Листоноша Фердінан Шеваль почав будувати свій ідеальний палац.
- Вільгельм Марр запровадив термін антисеміт та організував антисемітську лігу.
- В Австралії організовано Королівський національний парк.
- Пабло Іглесіас організував Іспанську соціалістичну робітничу партію.
- Генрі Джордж видав на свої кошти працю «Прогрес і бідність».
- Оксфордський університет почав приймати студенток.
- Вільгельм Вундт заснував першу лабораторію психологічних досліджень.
- Засновано
  - Хімічну компанію Linde у Німеччині.
  - Релігійний журнал «Вартова башта» у США

### У науці
- Едвард Майбрідж вигадав зоопраксископ.
- Генріх Антон де Барі запровадив термін симбіоз.
- Пер Теодор Клеве відкрив хімічні елементи Гольмій і Тулій.
- Ларс Фредрік Нільсон відкрив хімічний елемент Скандій.
- Едвін Голл відкрив ефект Голла.
- Йозеф Стефан сформулював Закон Стефана — Больцмана.

### У мистецтві
- Відбулася прем'єра п'єси Генріка Ібсена «Ляльковий дім».
- Побачив світ роман Жуля Верна «П'ятсот мільйонів Бегуми».
- Завершилося будівництво Вотівкірхе у Відні.
- Зведено палац Ліндергоф у Баварії.

## Народились
Дивись також: Категорія:Народились 1879
- 5 січня — Конрад Аденауер, німецький політик
- 8 січня — Васильченко Степан Васильович, український письменник
- 31 січня — Савінков Борис Вікторович, російський політичний діяч, есер-терорист, письменник
- 1 лютого — Капустянський Микола Олександрович, військовий та політичний діяч (пом. 1969)
- 4 лютого — Королів Василь Костянтинович (1879—1943), письменник і художник
- 1 березня — Стамболійський Александр Стоїменов, болгарський політичний і державний діяч, прем'єр-міністр Болгарії (1919—1923 рр.)
- 8 березня — Отто Ган, німецький радіохімік і фізик
- 14 березня — Альберт Ейнштейн, видатний німецький і американський фізик-теоретик, один з основоположників сучасної фізики, автор теорії відносності
- 17 травня — Петлюра Симон Васильович, український військовий діяч і політичний діяч
- 28 травня — Милутин Миланкович, сербський цивільний інженер, кліматолог, геофізик, астроном і математик
- 5 липня — Двайт Девіс, американський тенісист
- 19 липня — Ян Карнік, чеський письменник, поет, прозаїк, публіцист і лікар.
- 22 липня — Барвінок Володимир Іванович, український історик, письменник, діяч УНР
- 8 серпня — Еміліано Сапата, керівник Мексиканської революції (1910—1917 рр.)
- 4 листопада — Леонід Федоров, екзарх Російської греко-католицької церкви, мученик за віру
- 21 грудня — Йосип Сталін, керівний діяч КПРС і диктатор СРСР, генералісимус Радянського Союзу

## Померли
Дивись також Категорія:Померли 1879
- 10 лютого — Оноре Дом'є, французький художник
- 6 серпня — Йоганн фон Ламонт, шотландсько-німецький астроном і геофізик
- 16 жовтня — Сергій Соловйов, російський історик